# یعقوب بن طارق
یعقوب ابن طارق ریاضی‌دان و ستاره‌شناس سده هشتم میلادی است. درگذشته ۷۹۶ میلادی.
وی از اعضای دارالحکمه و مترجم نهضت ترجمه بوده که با همکاری محمد ابن ابراهیم فزاری و پدرش ابراهیم فزاری به ترجمه کتاب سند هند پرداختند و باعث وارد شدن اعداد هندی به تمدن اسلامی و غرب شدند.
احتمالاً در حدود سال ۷۶۷ میلادی در دربار منصور، خلیفه عباسی، با کنکه (یا منکه؟) هندی، که سدهانت (سند هند) را بدان‌جا آورده بود، ملاقات کرد. کتاب‌هایی در علم‌الفلک (حدود ۷۷۷ میلادی) و تقطیع کردجات و کتاب الزیج محلول من السند هند را نوشت.

## آثار
1. زیج محلول فی السندهند لدرجة درجة
2. ترکیب الأفلاک
3. کتاب العلل
4. تقطیع کردجات الجیب (جیب همان سینوس است)
5. ما إرتفع من قوس نصف النهار (میزان ارتفاع گرفت یک قوس نصف النهار از نقطه ای به نقطه دیگر)
6. المقالات
7. زیج یعقوب ابن طارق